# Хвороба, яку спричинює вірус Марбург
Хворо́ба, яку спричи́нює ві́рус Ма́рбург (також гарячка Марбург, геморагічна гарячка Марбург, церкопітекова гарячка, лат. febris Marburg, англ. Marburg virus disease) —  гостра вірусна природно-осередкова хвороба, яка характеризується тяжким перебігом, генералізованим ураженням кровоносних судин з розвитком тяжкого геморагічого синдрому, ураженням печінки, травної системи, центральної нервової системи (ЦНС) і часто закінчується смертю.
Гарячка Марбург входить до тих хвороб, які виявили здатність чинити серйозний вплив на здоров'я населення і можуть швидко поширюватися в міжнародних масштабах та увійшли до переліку подій, які можуть являти надзвичайну ситуацію в галузі охорони здоров'я й потрапляють під регуляцію сучасними Міжнародними медико-санітарними правилами (ММСП) 2005 року.
Збудника цієї хвороби віднесено до тих біологічних агентів, які офіційно визнано чинниками біологічної зброї.

## Історичні відомості

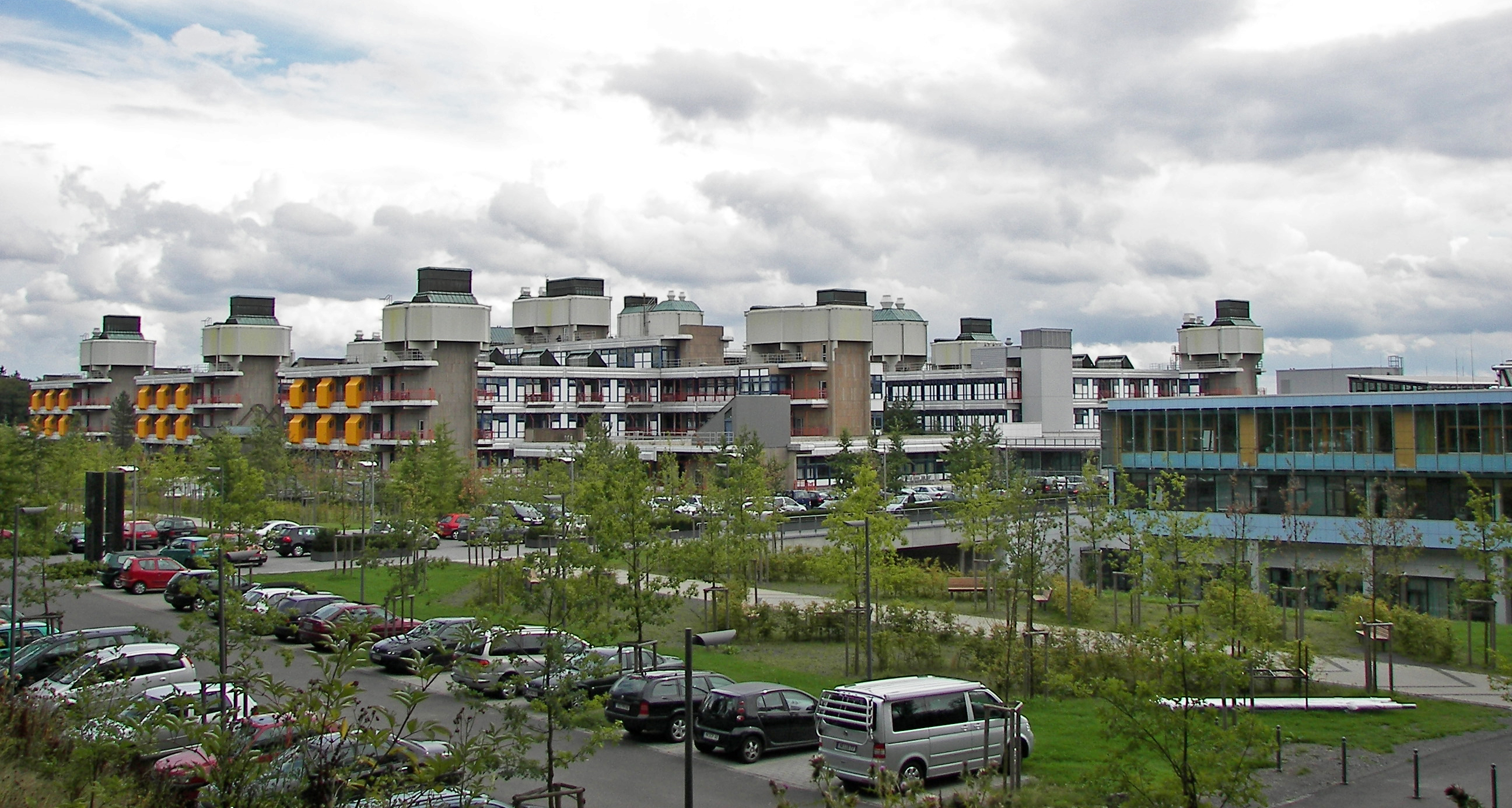
Медична клініка Марбургу, де лікували перших захворілих на гарячку Марбурга в 1967 році

Перші спалахи захворювання описані в 1967 році серед співробітників лабораторій з виробництва вірусних препаратів у Марбурзі та Франкфурт-на-Майні (Німеччина) і Загребі (Югославія), які мали контакт з органами, культурами тканин і кров'ю однієї партії африканських зелених мавп Chlorocebus aethiops (раніше називали Cercopithecus aethiops), привезених з Уганди. З 73 мавп, які були доставлені в Марбург, відразу по прильоту померло 3, але розтин їх не проводився. Під час цього спалаху серед людей мали місце випадки хвороби поміж персоналу госпіталю при контакті з кров'ю перших захворілих. Підсумок спалахів нового інфекційного захворювання був такий: 23 хворих і 5 померлих в Марбурзі, 6 хворих і 2 померлих у Франкфурті, 3 хворих у Загребі, яких було переведено на лікування до Белграду. Через 3 місяці Р. Зігерт, В. Шленська та Х. Шу виділили вперше вірус хвороби з крові та печінки померлих людей. Через те, що найбільший спалах був зареєстрований у Марбурзі, виділений збудник й отримав свою назву — вірус Марбург. Згодом були зареєстровані поодинокі випадки (в тому числі й контактного зараження від первинних хворих) гарячки Марбург у ПАР, Кенії, Уганді, Зімбабве. Найбільші спалахи цієї хвороби відбулися в ДР Конго в 1998–2000 рр. (загалом 154 захворілих, 123 померлих — летальність 83%) та в 2004–2005 рр. в Анголі, де захворіло 374 особи, з яких 323 померло (летальність 88%). Описані також окремі випадки завезення хвороби людьми з Африки до Європи й США.
У Руанді станом на 29 вересня 2024 року було  зареєстровано 26 підтверджених випадків хвороби, у тому числі 8 летальних. Це перший у країні спалах Марбургської вірусної хвороби і є третім за величиною спалахом цієї хвороби, коли-небудь зареєстрованим на сьогоднішній день. Про випадки зараження повідомляють у 7 з 30 районів країни. Серед підтверджених випадків понад 70% у медичних працівників двох закладів охорони здоров’я в Кігалі. ВООЗ оцінила ризик цього спалаху як дуже високий на національному рівні та високий на регіональному рівні через складний епідеміологічний профіль і транскордонні ризики, пов’язані з поширенням спалаху, і низький на глобальному рівні. Станом на 10 жовтня 2024 року загалом зафіксовано 58 випадків, у тому числі 13 смертей (коефіцієнт летальності 22%). Станом на 24 жовтня 2024 року зафіксовано 64 випадки хвороби, включаючи 15 смертей (летальність 23,4%). 9 листопада 2024 року розпочався рекомендований 42-денний відлік для оголошення про закінчення спалаху хвороби у Руанді, наступного дня після того, як останній підтверджений пацієнт дав негативний результат у полімеразній ланцюговій реакції. Станом на 8 листопада 2024 року було зареєстровано 66 підтверджених випадків, у тому числі 15 смертей із коефіцієнтом летальності 23%, і 51 хворий одужав. З 30 жовтня 2024 року в країні не було зареєстровано нових підтверджених випадків.
20 січня 2025 року в Об'єднаній Республіці Танзанія Міністерство охорони здоров'я повідомило про спалах хвороби, яку спричинює вірус Марбург. Станом на 10 лютого 2025 року повідомлено про 2  підтверджені та 8 ймовірних випадків. Усі 10 хворих загинули, у тому числі всі ті 8, які померли до підтвердження спалаху. Станом на 10 лютого 2025 року всі 281 контактних завершили 21-денне спостереження.

## Актуальність
Актуальність проблеми зумовлена спрощеними шляхами передачі інфекції від хворих людей, легкістю зараження персоналу лабораторій, який працює з зеленими мавпами, і людей, які потрапляють в ендемічні зони. Значна небезпека поширення інфекції в інші країни існує при перевезенні інфікованих мавп і людей, які знаходяться в інкубаційному періоді або на ранній стадії захворювання. Швидка діагностика у тих випадках, коли може виникнути підозра на геморагічну гарячку Марбург, є важливим моментом в розгортанні системи протиепідемічних заходів.

## Етіологія
Існує вид Marburg marburgvirus, який має підвиди — Марбург і Ревн,, які обидва спричиняють гарячку Марбург. Вони обидва є підвидами виду Marburg marburgvirus, роду Marburgvirus, родини Filoviridae. Якщо підвид Марбург було виділено при багатьох спалахах гарячки Марбург, то підвид Ревн — у двох спорадичних випадках (Кенія, 1987 р. і Уганда, 2007 р.) і разом із підвидом Марбург при спалаху гарячки у ДР Конго в 1998–2000 р.
Віріони тонкі (лат. filum — нитка), містять ліпідну зовнішню оболонку, яка оточує спіральний нуклеокапсид. Геном складається з однієї молекули одноланцюгової РНК. У біологічних матеріалах віруси виду Марбург достатньо стійкі до нагрівання. У крові і плазмі вони інактивується впродовж 30 хвилин при 60ºС, в 10% суспензії печінки мавп при 56ºС — впродовж одної години. У суспензіях печінки і тканинах віруси зберігаються при кімнатній температурі  впродовж року, при температурі 70ºС — 5 тижнів. Ультрафіолетове опромінювання інактивує вірусів виду Марбург впродовж 30 сек. — 2 хв. Вірус чутливий до дії розчинників жирів: етилового ефіру, хлороформу, дезоксихолату. Антигенний склад вірусу Марбург відрізняється дуже високою специфічністю. Однак між підвидами є до 21,3% відмінностей у геномі. Єдиний вірус поза їхнім родом, який має з ними антигенну схожість, це вірус Ебола, який спричинює відповідну гарячку і входить до тієї ж родини.

## Епідеміологічні особливості

### Джерело і резервуар інфекції
Основне первинне джерело інфекції — це плодоїдні печерні кажани, зокрема єгипетський фруктовий (Rousettus aegypti з родини Pteropodidae), у них були знайдені антитіла до вірусу Марбург, а в 2009 р. виділено й обидва підвиди вірусу Марбург від здорового кажана. Нині встановлено, що кажани не хворіють на гарячку Марбург із виразними проявами. Церкопітекові мавпи, як і люди, вважаються вторинними джерелами збудника. В експерименті чутливі до вірусу свійські свині, морські свинки, вивчено розмноження вірусу в організмі комара Aedes aegypti.

### Механізм і шляхи передачі

##### Первинна передача
Люди часто занедужували після тривалого огляду печер або праці у рудниках. При первинному зараженні від кажанів реалізується контактний механізм передачі інфекції — відбувається потрапляння їхніх свіжих чи висушених екскрементів на мікропошкодження шкіри, слизових оболонок у людей.

##### Вторинна передача
У цьому випадку вірус також передається також контактно від хворих людей (мавп) до здорових через мікропошкодження шкіри і слизових (порожнини рота, очей) внаслідок попадання на них інфікованої крові, сечі, виділень з носоглотки. Для передачі вірусу від людини людині необхідний тісний контакт із хворою людиною. Інфікування може реалізуватися й внаслідок контакту і з іншими людськими секретами (фекаліями, блювотними масами, сечею, слиною та мокротинням) із високою концентрацією вірусів, особливо якщо в цих рідинах є домішка крові. Передача вірусу може відбуватися також статевим шляхом через інфіковану сперму — вірус був виявлений в ній навіть через сім тижнів після клінічного одужання хворого.
В інкубаційному періоді передача інфекції не відбувається. По мірі розвитку хвороби пацієнти стають все більш заразними, і найбільшу небезпеку для оточення становлять на стадії розпалу хвороби. Тісний контакт із тяжкохворою людиною під час догляду за ним у домашніх або лікарняних умовах, а також певна практика поховання в африканських країнах є основними шляхами передачі інфекції. Передача інфекції через забруднене устаткування для ін'єкцій або в результаті уколу голкою призводить до розвитку вкрай тяжких форм хвороби, швидкого погіршення стану і самої високої летальності. Індекс контагіозності при зараженні людини від мавп у лабораторіях становить 59%.

### Сприйнятливий контингент
Серологічне обстеження населення різних вікових груп, які проживають в місцях, де реєструють спалахи захворювання і спорадичні випадки, й інших регіонах Африки, виявило антитіла у досить великого прошарку жителів Зімбабве, Заїру, Кенії, Ліберії, Нігерії, Судану. Скоріше за все сприйнятливість до хвороби велика, однак не завжди виникають симптомні прояви хвороби. Незважаючи на очевидність наявності в Африці природних осередків, де зберігається вірус Марбург, досі не вдалося уточнити їх територіальне розміщення і екологічні фактори, що обумовлюють існування в природі чи періодичність появи високопатогенного для людини вірусу. Скоріше за все, ареал гарячки Марбург має збігатися з ареалом поширення в природі кажанів Rousettus aegypti.

## Патогенез

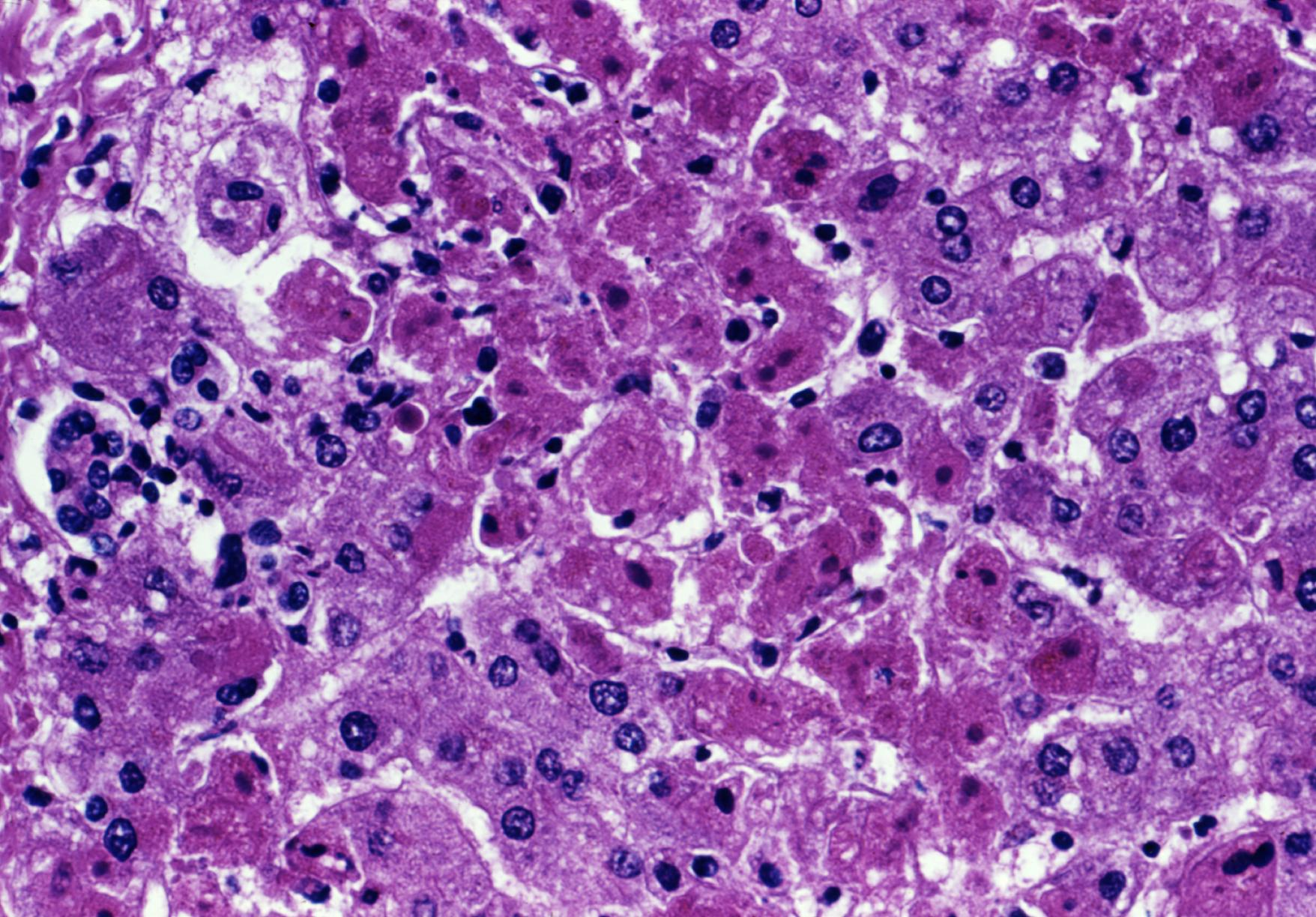
Мікрофотографія цитоархітектонічних гістопатологічних змін у біоптаті печінки хворого на гарячку Марбург пацієнта, який лікувався в Йоганнесбургу (ПАР) в 1975 р.

Інфікування відбувається при потраплянні вірусу в ротову порожнину або на кон'юнктиву, що відбувається при контакті з кажанами, інфікованими тваринами чи хворою людиною. Медичний персонал заражається під час роботи з хворими  внаслідок порізів або уколів, коли попадає матеріал (кров, секційний матеріал), який містить вірус. Гематогенним шляхом вірус розноситься в різні органи і тканини, розмножується у багатьох паренхіматозних органах — зокрема печінці, селезінці, легенях, ймовірно в надниркових залозах і кістковому мозку. Патологічні зміни в цих органах є наслідком прямої ушкоджучої дії вірусу. Із організму збудник виділяється із секретом із носоглотки і очей, з сечею, спермою. Гістологічні зміни в печінці відбуваються у вигляді фокальних некрозів з утворенням еозинофільних тілець і невеликих овальних і серпоподібних базофільних включень у всіх тканинах, в тому числі, міокарді, легенях, селезінці. Постійно виявляється тромбоцитопенія, зниження рівня ряду факторів згортання (зсідання) в плазмі крові (II, V, VII, VIII і X), ураження стінок кровоносних судин, значне підвищення їхньої проникності. При гарячці Марбург у процес втягується ЦНС, виявляються застійні явища в судинах мозку, набряк і гіперемія м'якої мозкової оболони, гліальні вузликові пошкодження в сірій і білій речовині й, навіть, у деяких корінцях спінальних нервів. Зміни в ЦНС бувають настільки значні, що можуть стати причиною смерті хворого, а виникаючі при цьому клінічні прояви відповідають енцефаліту.

## Клінічні прояви
Згідно з МКХ-10 виділяють «Хворобу, яку спричинює вірус Марбург» А98.3. Інкубаційний період становить 2-16 днів, при первинному зараженні в середньому 3-7, при вторинному — 5-9 днів.

### Ранній етап
Продромальний період відсутній. Початок захворювання гострий, із швидкого підвищення температури впродовж декількох годин до 39-40ºС, часто з ознобом, збереженням її на високому рівні 7-8 днів із подальшим поступовим зниженням. З перших днів хвороби спостерігають ознаки загальної інтоксикації, турбує головний біль, розбитість, м'язовий і суглобовий біль, колючий біль в грудях, що підсилюється при вдиху, іноді сухий кашель. Виникає відчуття сухості та біль в горлі. Спостерігають кон'юнктивіт, гіперемію слизової ротоглотки. На твердому і м'якому піднебінні, язиці з'являються везикули, поверхневі ерозії без виразного некрозу, які трансформуються в поверхневі виразки. Підвищується тонус м'язів, особливо жувальних, шиї, спини, пальпація їх болюча.

### Етап розпалу
Через 3-4 дні приєднуються ураження травної системи. З'являється тяжка водяниста діарея, біль в животі, нудота й блювання. Діарея може тривати тиждень. На цій стадії хвороби хворі мають вигляд виснажених — у них глибоко запалі очі, обличчя з витягнутими рисами і відсутністю будь-якої міміки, крайня апатія, що нагадує прояви при тяжкій холері.
У половини хворих зі світлою шкірою на 4-5-й день хвороби на тулубі та сідницях з'являється макуло-папульозний (короподібний) висип, який поширюється на верхні кінцівки, шию, обличчя.
На 5-7-му дні у хворих розвивається геморагічний синдром, який проявляється гематомами в місцях ін'єкцій, крововиливами в шкіру, кон'юнктиву, слизову оболонку рота, спонтанними кровотечами з носа, ясен, шлунка, кишечника, матки, гематурією. Можливі психічні та неврологічні розлади, порушується свідомість, характерним є раптове виникнення стану прострації. Наприкінці 1-го, іноді на 2-му тижні ознаки токсикозу досягають максимальної виразності. При цьому хворі нерідко помирають.
Тривалість виразної стадії хвороби до 2 тижнів, період одужання затягується до 3-4 тижнів. У цей час відзначають періодичний біль у животі, знижений апетит, тривалі психічні розлади.

## Ускладнення
У гострому періоді найбільш часті ускладнення — кровотечі, дегідратація. Також загрожують життю хворого гостра серцева недостатність, мозкова кома, зрідка гостра печінкова недостатність. Можуть розвиватися психоз, панкреатит. До пізніх ускладнень відносять поперечний мієліт, увеїт, алопецію, орхіт. В окремих спалахах летальність досягала 88%.

## Діагностика

### Клінічні критерії діагностики
При постановці діагнозу враховують клінічну картину: гострий початок захворювання, тяжкий перебіг, швидкий розвиток гарячки з явищами інтоксикації, тяжкими розладами травної системи з 3-го дня, виснаження і зневоднення хворого, поява з 4-5-го дня макуло-папульозної висипки з типовою локалізацією, розвиток на 2-му тижні хвороби геморагічного синдрому, тяжкі ураження ЦНС (розлади свідомості, менінгеальний синдром), а також дані епідеміологічного анамнезу: можливий зв'язок захворювання з тими районами Африки, де можна очікувати інфікування вірусом Марбург (перебування в природних осередках гарячки Марбург, робота з тканинами африканських мавп, контакт із печерними кажанами, з хворими людьми тощо).

### Загальноклінічні методи
Збудник гарячки Марбург віднесений до I групи особливо небезпечних патогенов (Україна) або до IV групи ризику за сучасними міжнародними стандартами ВООЗ, робота з ним вимагає забезпечення максимального рівня захисту. При дослідженні периферійної крові спостерігається лейкопенія, яка в подальшому може замінюватись лейкоцитозом із зсувом формули крові вліво і різким ростом ШОЕ, тромбоцитопенія, поява незрілих лейкоцитів, анемія, анізоцитоз, пойкілоцитоз, базофільна зернистість еритроцитів. Біохімічні методи дослідження показують гіпокаліємію, гіпонатріємію, зниження білка в плазмі крові, підвищення активності печінкових ферментів, гіперазотемія, гіпокоагуляція, ацидоз. Клінічний аналіз сечі показує протеїнурію, мікро- і макрогематурію.

### Специфічна діагностика
Для вірусологічного дослідження беруть кров, будь-який ексудат, який містить кров, сечу, рідину передньої камери ока, сперму. Проводять виділення вірусу шляхом зараження морських свинок, у культурі клітин мавп. Наявність антитіл виявляють за допомогою серологічних реакцій (імуноферментний аналіз, реакція зв'язування комплементу). При експрес-діагностиці виявляють в крові хворих вірус або його антигени методом реакції непрямої імунофлюоресценції. Також за допомогою моноклональних антитіл виявляють антиген вірусу, використовують ПЛР, Зворотний цикл опосередкованої ізотермічної ампліфікації транскриптази (RT-LAMP) може бути використаний для швидкого виявлення вірусу Марбург.

## Лікування
Хворих потрібно розміщати в палатах інтенсивної терапії з негативним тиском і витяжною індивідуальною вентиляцією, що запобігає передаванню інфекції внутрішньолікарняно. Потрібне мінімальне використання травмуючих шкіру процедур, не вводити препарати внутрішньо'мязово.
Етіотропна терапія не розроблена. Противірусний препарат рибавірин (на відміну від лікування деяких інших геморагічних гарячок) свого ефекту не показав. Отримані позитивні результати експериментального застосування препарату ремдесивір. Введення сироватки перехворілих людей рідко дає профілактичний і терапевтичний ефект. Основне значення має патогенетична терапія. Проводиться комплекс заходів, спрямованих на боротьбу зі зневодненням, геморагічним синдромом. У випадку приєднання вторинної бактерійної інфекції назначають антибіотики.

## Профілактика
Хворі на гарячку Марбург підлягають обов'язковій госпіталізації і суворій ізоляції в окремому боксі. Для перевозки хворих використовують транспортні ізолятори. Застосовують засоби індивідуального захисту медичного персоналу. Дотримуються суворих заходів профілактики для попередження контактів медичного персоналу з кров'ю, слиною, сечею, мокротою хворих (робота в індивідуальних засобах захисту). Розроблені рекомендації ВООЗ для попередження завозу інфекції з мавпами і іншими тваринами в неендемічні країни. Мандрівникам проводять консультації по запобіганню можливого зараження при огляді печер. Специфічна профілактика не розроблена, проводять дослідження експериментальної вакцини.